# 1333 Cevenola
Cevenola (asteróide 1333) é um asteróide da cintura principal, a 2,2791212 UA. Possui uma excentricidade de 0,1342574 e um período orbital de 1 560,13 dias (4,27 anos).
Cevenola tem uma velocidade orbital média de 18,35707298 km/s e uma inclinação de 14,63496º.
Esse asteróide foi descoberto em 20 de Fevereiro de 1934 por Odette Bancilhon.